# 巴塞罗那女子足球俱乐部
巴塞隆納女子足球俱樂部，通稱「巴萨女足」（Barça Femení）是一支位於加泰羅尼亞巴塞羅那的女子足球隊，為巴塞罗那的女足分部。1988年以「Club Femení Barcelona」之名成立，在西女甲參賽。目前為止，贏得了9次西女甲冠軍、10次女王盃冠軍、3次超級盃冠軍和3次欧冠冠军，為西班牙最成功的女足球隊。
球隊主場為约翰·克鲁伊夫球场，偶爾也會在諾坎普球場進行比賽。

## 球會歷史
由巴塞罗那足球俱樂部支持的巴塞罗那足球俱乐部女队Club Femení Barcelona是1988年現在的女子西甲聯賽（成立為 Liga Nacional）的創始成員。他們在 1990 年代初期成功地連續三年奪冠，贏得了1994年的女王杯，1992年和1994年的錦標賽亞軍。
2001年，西班牙聯賽更名為女甲聯賽，但巴塞因上賽季成績不佳而未能入選甲級聯賽。2002年6月26日，女隊作為官方部門之一併入巴塞羅那足球俱樂部，足球會將女子部門更名為其加泰羅尼亞語名稱 Futbol Club Barcelona Femení。球隊兩度晉級季后賽，可惜依然敗陣而停留於乙級聯賽，但最終在2004年成功升班。在接下來的兩個賽季中，他們都處於中游位置。2006-07賽季，球隊再次降級。
2008年重返西女甲，並在2009年至2011年期間鞏固其榜首地位。2011年，她們在決賽中以1-0擊敗西班牙人，奪得了他們的第二個女王杯冠軍。2012年，以創紀錄的94分首次贏得了女甲冠軍，並首次獲得歐洲女子冠軍聯賽的席位，但在第一輪被阿森納擊敗。2013年最後一個比賽日，成功擊敗畢爾包競技衛冕女甲冠軍，幾週後他們還以4-0大勝薩拉戈薩贏得了女王杯冠軍，成為第五支贏得西班牙雙冠王的球隊。
2013-14賽季，球隊首次打入歐冠四強。在接下來的2014-15賽季，她們成為西女甲聯賽中第一支連續四次奪得冠軍的球隊。
2021年，球隊在哥德堡的歐冠決賽中以4-0擊敗車路士後首次贏得冠軍，4個入球都在比賽的前36分鐘內射入。該年巴塞隆納成為第一個雙雙在男子、女子冠軍聯賽奪冠的球會。
2022年，球隊再次打入歐冠決賽，惟最終在義大利都靈的尤文圖斯球場以1-3敗於里昂奪得亞軍。同年9月7日，即轉會窗截止當日，巴塞以47萬歐元從曼城簽下英格蘭國腳中場凱拉·沃爾什，合約為期三年。是次轉會打破了女足轉會費的世界紀錄。

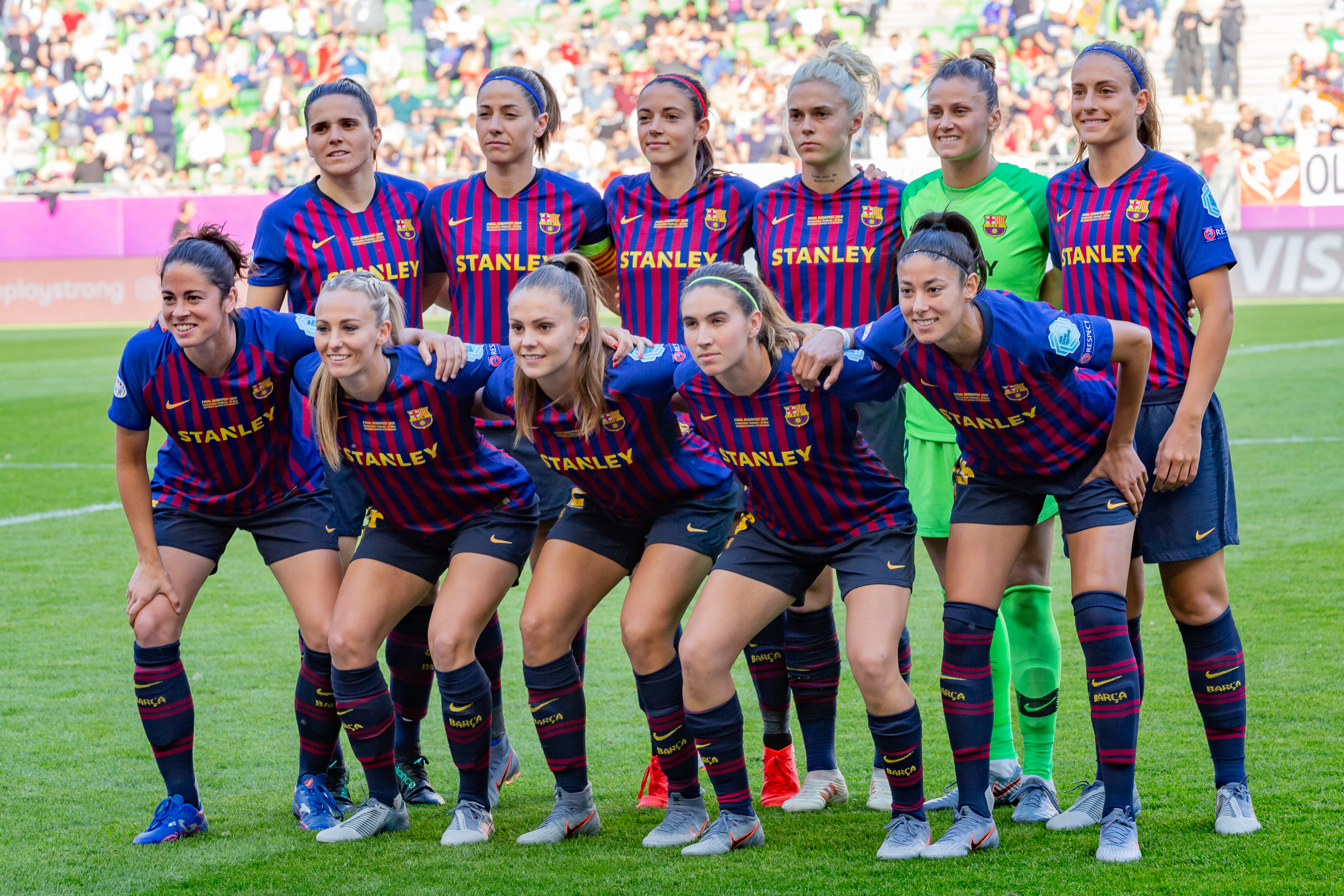
2019年，歐洲女子冠軍聯賽決賽的正選陣容

## 現役球員
最後更新：2023年9月7日
註釋：國旗表示球員在國際足聯資格規則定義的國家隊。球員可能擁有一個以上非國際足聯國籍。
| 號碼 |        | 位置 | 球員                        |
| ---- | ------ | ---- | --------------------------- |
| 1    | 西班牙 | 门将 | Sandra Paños（第三隊長）    |
| 2    | 西班牙 | 后卫 | 伊雷妮·帕雷德斯（第五隊長） |
| 4    | 西班牙 | 后卫 | 瑪碧·里昂                   |
| 5    | 西班牙 | 后卫 | 賈娜·費南德茲               |
| 6    | 西班牙 | 前锋 | 克勞蒂亞·皮納               |
| 7    | 西班牙 | 前锋 | 莎瑪·帕拉盧埃洛             |
| 8    | 西班牙 | 中场 | 帕特莉夏·吉哈羅（第四隊長） |

| 號碼 |          | 位置 | 球員                          |
| ---- | -------- | ---- | ----------------------------- |
| 9    | 西班牙   | 前锋 | 瑪麗歐娜·卡爾登泰             |
| 10   | 挪威     | 前锋 | 卡洛莉娜·格拉厄姆·漢森        |
| 11   | 西班牙   | 中场 | 阿莱克西娅·普特利亚斯（隊長） |
| 12   | 西班牙   | 后卫 | Marta Torrejón（副隊長）      |
| 13   | 西班牙   | 门将 | 卡塔·科尔                     |
| 14   | 西班牙   | 中场 | 艾塔娜·邦馬蒂                 |
| 15   | 英格兰   | 后卫 | 露西·布龍澤                   |
| 16   | 瑞典     | 前锋 | 弗里多利娜·羅爾弗             |
| 19   | 西班牙   | 前锋 | Bruna Vilamala                |
| 20   | 奈及利亞 | 前锋 | 阿西萨特·奥肖拉               |
| 21   | 英格兰   | 中场 | 凱拉·沃爾什                   |
| 22   | 西班牙   | 后卫 | 奥娜·巴特列                   |
| 23   | 挪威     | 中场 | 英格麗·希利斯塔德·恩根        |
| 24   | 荷兰     | 前锋 | Esmee Brugts                  |
| 25   | 西班牙   | 门将 | Gemma Font                    |

## 榮譽

### 本土
- 西班牙女子足球甲級聯賽

冠軍 (10 次)：
2011–12, 2012–13, 2013–14, 2014–15, 2019–20, 2020–21, 2021–22, 2022–23, 2023–24, 2024–25
- 西班牙女王盃（英语：Copa de la Reina de Fútbol）

冠軍 (10 次)：
1994-95, 2011-12, 2013-14, 2014-15, 2017-18, 2018-19, 2019–20, 2020–21, 2021–22, 2023–24,2024-25
- 西班牙女子超級盃（英语：Supercopa de España Femenina）

冠軍 (3 次)：
2019–20, 2021–22, 2023–24
- 加泰羅尼亞盃

冠軍 (10 次)：
2009, 2010, 2011, 2012, 2014, 2015, 2016, 2017, 2018, 2019

### 歐洲
- 歐足聯女子冠軍聯賽

冠軍 (3次)：
2020–21, 2022–23, 2023–24

### 其他
創下最多連勝的金氏世界紀錄：由2021年6月6日起至2022年4月30日期間所有比賽的45場連勝。

## 外部連結
- 官方网站